# Fästningsspelen i Varberg
Fästningsspelen i Varberg startade 1947 på initiativ av museichefen Albert Sandklef i samråd med Kolbjörn Knudsen på Göteborgs Stadsteater. 
Från och med 1949 svarade badhusstyrelsen för verksamheten under ledning av badkamrer Allan Kanje. Sista Fästningsspelet genomfördes 1966
Under en följd av år spelades klassiska verk av Shakespeare, Molière, Holberg med flera. Rollerna besattes i första hand av skådespelare från Göteborgs Stadsteater. Bertil Anderberg som Hamlet vid starten 1947, Erland Josephson som Romeo 1950, Claes Gill som Jeppe på berget 1957 är några exempel, som vittnar om den goda nivån. 
Skådespelarna vid våra fasta teatrar friställdes utan lön mellan vår- och höstsäsongerna vid denna tid. Vilket vändes till något gott med denna sommaraktivitet - man kunde spela där publiken befann sig.
Borggården var spelplats under det första decenniet, senare flyttades föreställningarna till Societetsparken invid fästningen.
Enligt Albert Sandklefs berättelse fick premiären av Hamlet 1947 förläggas till Nöjesparken i Varberg (folkparken), då regn hindrade spel utomhus premiärdagen och följande dag. 
Årligen gästspelade man i Billingsfors, där man över en helg gav föreställningar från bruksparkens friluftsscen.   
När kommunens engagemang upphörde tog andra krafter över. Tältteater bjöds vid Ullmanstatyn norr om fästningen, till en början av ’Varbergs Scenkonst’, som hade anknytning till Teater Halland. Den följdes 2006 av 1 2 3 SCHTUNK, en 2005 bildad grupp med clownerna Josefine Andersson, Lasse Beischer och Johan Friberg. Senare tillkom Maria Simonsson och Friberg efterträddes av Henri Kokko.